# ME-11
La voie rapide ME-11 est une autoroute urbaine en projet qui pénètre Mérida par le nord en venant de Cáceres.
Elle va doubler la N-630 jusqu'au centre ville
D'une longueur de 1 km environ, elle reliera l'A-66/A-5 à la rocade nord de la ville (N-630)

## Tracé
- Elle va prolonger l'A-66 après le croisement avec l'A-5 et se terminer au croisement avec la variante nord de Mérida (N-630)  qui entoure la ville.